# Tetraeder
Tetraéder, četvérec ali četvêrec je konveksni polieder, ki je omejen s štirimi trikotniki, v bistvu je tristrana piramida. Izraz tetraeder običajno pomeni pravilni tetraeder (enakoroba tristrana piramida), ki je omejen z enakostraničnimi trikotniki in je eno od petih platonskih teles. Tetraeder je 3-simpleks.
Tetraeder ima 4 ploskve, 6 robov in 4 oglišča. V vsakem oglišču se stikajo trije robovi in tri ploskve.
Pravilni tetraeder ima tri simetrale in štiri osi rotacijske (zvezdaste) simetrije.
Na gornji sliki je ena od dveh možnih mrež (pravilnega) tetraedra.
Tetraeder je posebni primer (dvostrane) uniformne antiprizme.
Površina P in prostornina V pravilnega tetraedra z robom a sta:
{\displaystyle P=a^{2}{\sqrt {3}}\!\,}
{\displaystyle V={\begin{matrix}{1 \over 12}\end{matrix}}a^{3}{\sqrt {2}}\!\,}
Prostornino nepravilnega tetraedra z oglišči A, B, C in D se izračuna s pomočjo mešanega produkta vektorjev in je enaka eni šestini prostornine ustreznega paralelepipeda:
{\displaystyle V={\frac {1}{6}}~|({\vec {AB}},{\vec {AC}},{\vec {AD}})|\!\,.}